# Art of Illusion
Art of Illusion es un paquete de software usado para modelado 3D, texturado, ray tracing (trazado de rayos), y aparte de eso renderizar imágenes generadas por computadora, imágenes o animaciones.
El objetivo de Art of Illusion es proporcionar herramientas de modelado 3D poderosas con una interfaz de usuario que mejore la usual en otros paquetes de software 3D. A pesar de su simple interfaz, Art of Illusion contiene cualquier funcionalidad típica de software de gráficos comercial de alto nivel (high-end). Algunas de sus funciones, como el uso de repositorios en línea y una herramienta de descarga built-in para instalar extensiones, no se encuentran en aplicaciones informáticas similares propietaria.
Peter Eastman es el creador original y el encargado del mantenimiento del programa.
Art of Illusion está programado en Java. Se distribuye bajo licencia GNU General Public License, y es software libre.